# Cranao
Cranao (in greco antico: Κραναός?) è un personaggio della mitologia greca, successe a Cecrope divenendo il secondo mitologico re di Atene.
Cranao era un autoctono "figlio del suolo" e sposò Pedias che era figlia di Mynes e proveniva dalla Laconia. Fu padre di Cranae, Menaechme ed Attide, quest'ultima morì giovane e Cranao diede il suo nome all'Attica. 

Secondo Esichio di Alessandria Cranao fu anche il padre di Raro (Ῥᾶρος) e risulta che Anfizione abbia sposato una delle sue figlie.

## Mitologia
Durante il suo regno (1506-1497 a.C. circa) dovrebbe essere avvenuto il Diluvio universale citato da Deucalione e secondo alcune fonti lo stesso Deucalione fuggì da Licorea ad Atene con i figli Elleno ed Anfizione. Deucalione morì poco dopo e si pensa che sia stato sepolto vicino ad Atene.
Cranao fu deposto da Anfizione che regnò al suo posto divenendo il terzo re.